# Décloisonnement
Le décloisonnement est une méthode et un parti-pris didactique. Il consiste à penser une discipline donnée dans sa globalité et non pas en la divisant en plusieurs sous-disciplines. Ces dernières se voient toutes inféodées à un objectif général. Par exemple, enseigner le français de manière décloisonnée revient à enseigner l'orthographe, la littérature ou la grammaire non plus séparément (de manière cloisonnée), mais en tant qu'outils nécessaires à la compréhension de tout texte.
Le décloisonnement a été très tôt appliqué en France dans l'enseignement des langues vivantes et en particulier du français langue étrangère (FLE) ; il s'est généralisé aux autres disciplines et est aujourd'hui une notion clé des programmes scolaires de l'Éducation nationale, toutes disciplines confondues.

## Un parti-prisdidactique
Enseigner de manière décloisonnée, c'est avoir un objectif d'enseignement derrière lequel on fédère tous les éléments de savoirs. Il ne s'agit donc pas d'abandonner une sous-discipline au profit d'une autre, mais de les enseigner ensemble : on part du principe que, par exemple, la grammaire et la littérature sont, au collège, des sous-disciplines qui non seulement sont connexes, mais qui s'entrecroisent.
En effet, l'étude des accords du participe passé peut donner lieu à l'étude du personnage du narrateur. Par exemple, dans tel ou tel roman, à quel moment comprend-on que le narrateur est un homme ou une femme ? On a parfois la réponse grâce à l'accord d'un participe passé.
Au lycée, l'étude des pronoms (grammaire) peut aider à comprendre l'économie de la première personne dans un roman autobiographique (littérature).

## Pourquoi le décloisonnement est-il une méthodedidactiqueet nonpédagogique?
En aucun cas les programmes scolaires n'imposent à l'enseignant d'enseigner la grammaire et la littérature au sein d'un même cours. Il s'agit plutôt de faire en sorte que chaque sous-discipline soit essentielle pour comprendre l'autre.
Ainsi, c'est au niveau de la séquence didactique et non de la séance de cours que le décloisonnement devrait le plus être appliqué. On peut très bien faire un cours d'une heure de grammaire, puis une heure de littérature, puis une heure d'orthographe. L'essentiel est d'assurer une cohérence didactique : la séance de littérature doit montrer l'importance des règles de grammaire dégagées au cours précédent, qui, lui, doit préparer le cours de littérature qui le suit.

## Les limites du décloisonnement
Le décloisonnement est une théorie qui, mal appliquée, a pu faire naître de nombreuses critiques.